# گورستان بریس ۲
قبرستان بریس ۲ مربوط به دوره اشکانیان است و در شهرستان سرباز، بخش مرکزی، دهستان پارود، ۲ کیلومتری جنوب روستای بریس، کنار جاده مورتان واقع شده و این اثر در تاریخ ۲۷ اسفند ۱۳۸۷ با شمارهٔ ثبت ۲۶۵۱۸ به‌عنوان یکی از آثار ملی ایران به ثبت رسیده است.